# آشور ريم نشيشو
آشور ريم نشيشو كان ملك آشور من 1398 قبل الميلاد حتى 1391 قبل الميلاد. اشتهر بإعادة بنائه للجدار الداخلي لمدينة آشور.